# تورهان بایتوپ
تورهان بایتوپ (به ترکی استانبولی: Turhan Baytop)‏ (۲۰ ژوئن ۱۹۲۰ – ۲۵ ژوئن ۲۰۰۲) گیاه‌شناس و داروساز اهل ترکیه بود.